# Sonety do Laury

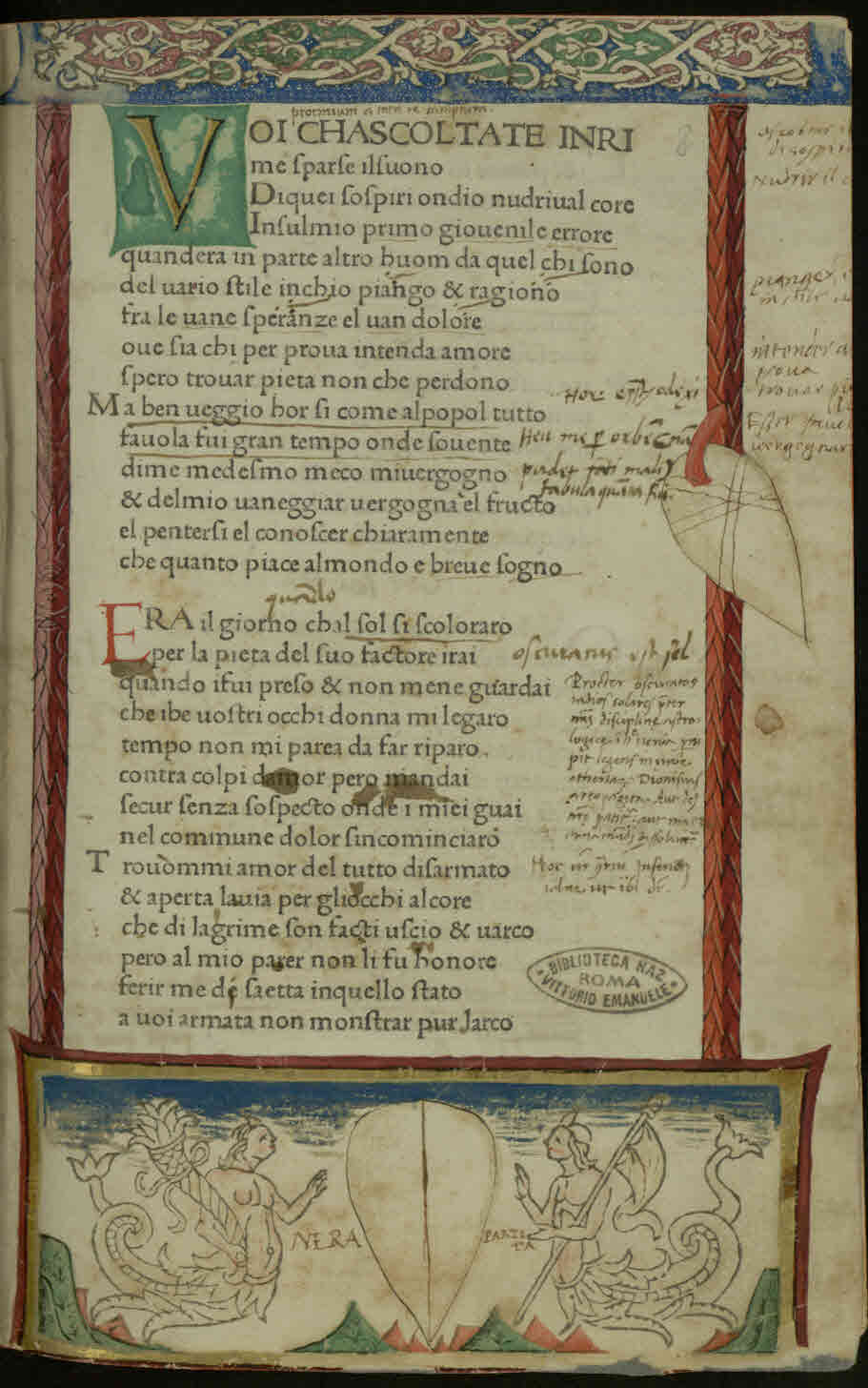
1470

Sonety do Laury – popularna nazwa cyklu wierszy, głównie sonetów, włoskiego poety Francesca Petrarki. Inną popularną nazwą jest Canzoniere, autor zaś zatytułował zbiór Drobne wiersze włoskie (org. łac. Rerum vulgarium fragmenta). Poprzez taki tytuł autor chciał pokazać, że utwory pisane po włosku – w przeciwieństwie do tych łacińskich – nie mają dla niego dużego znaczenia. W rzeczywistości jednak poeta pracował nad sonetami wiele lat.

## Kompozycja zbioru
Canzoniere obejmuje 366 utworów, w tym: 317 sonetów, 29 canzon, 9 sekstyn, 7 ballad, 4 madrygały. Dzielą się na dwie części, cezurą jest tu śmierć bohaterki zbioru, Laury. Pierwsza część (tzw. „Wiersze ku czci Laury żywej”) obejmuje 263 liryki, druga („Wiersze ku czci Laury umarłej”), 103. Utwory nie posiadają odrębnych tytułów, są ponumerowane, oznacza się je zazwyczaj incipitem.
Każdy sonet jest samodzielnym utworem (tzw. mikrotekstem) i może być analizowany niezależnie od jego miejsca w całości. Jednak poprzez umiejscowienie go w zbiorze (tj. makrotekście), zyskuje dodatkowe znaczenie.

## Tematyka utworów
Pozornie są to erotyki, a więc wiersze miłosne, skierowane na wzór twórczości prowansalskiej (trubadurów) do ukochanej kobiety. W rzeczywistości jednak Laura, choć prawdopodobnie istniała naprawdę, jest tu tylko pretekstem do opisu własnych uczuć poety. Czytelnik nic się o niej nie dowiaduje, nie jest to kobieta z krwi i kości, a autor nie dopuszcza jej do głosu. Zresztą miłość do Laury nazywa poeta „błędem młodości” już w pierwszym sonecie. Taką wizję miłości potwierdza symbolika całości utworu.
Petrarka przedstawia miłość jako doświadczenie egzystencjalne, metafizyczne, a nie tylko uczucie. Odczuwa się ją na wielu poziomach: uczuciowym, intelektualnym, egzystencjalnym, religijnym. Po śmierci Laury podmiot wierszy uświadamia sobie, że miłość jest jego nieświadomą drogą do Boga, że zgodnie z platońską intuicją anamnezy rozbudza ona ducha i pozwala „przejrzeć na oczy”. Canzoniere jest dziełem integralnie religijnym, wskazującym na bliskość człowieka i Boga, a wśród sytuacji lirycznych przeważa sytuacja modlitwy.
Poza tematyką miłosną, w Canzoniere Petrarka niejednokrotnie wypowiada się na tematy polityczne czy prywatne. Np. w słynnej kanconie 128. (Italia mia), poeta nie wspomina o Laurze, ale mówi o miłości patriotycznej. Notabene, kanconę tę cytuje Machiavelli w Księciu.

## Symbolika zbioru
Podmiot utworów wyznaje, że poznał Laurę w Wielki Piątek (dokładna data spotkania to 6 kwietnia 1327 r.) – a więc narodziny miłości ziemskiej są symboliczną śmiercią Boga. Jeśli zaś utwory przypisywać kolejnym dniom roku, pierwsza kancona na śmierć Laury wypada w dzień Bożego Narodzenia – wtedy też następuje przełom w sposobie myślenia podmiotu cyklu.
Zgodnie z tradycją liryki średniowiecznej także imię ukochanej kobiety odsyła do symboli. Można wyróżnić jego 3 podstawowe pola semantyczne, pierwszym jest złoto (łac. aurum) – które odsyła do koloru włosów kobiety oraz do symboliki sakralnej. Drugie to powiew powietrza, sugerujący zmiany i niepokoje (wł. l’aura). Trzeci to laur (wł. lauro) – rozumiany jako wieniec laurowy – najwyższe odznaczenie poety lub jako odwołanie do znanego z Metamorfoz Owidiusza mitu o nimfie Dafne i goniącym ją bogu poezji Apollinie.

## Stosunek do tradycji
W Canzoniere Petrarka ma ambicje połączyć różne tradycje literackie. Zbiór nawiązuje do bogatej tradycji średniowiecznej liryki miłosnej, literatury włoskiej (Laura funkcjonuje w zaświatach jak Beatrycze z Boskiej komedii), religii i filozofii chrześcijańskiej, która współgra harmonijnie z tradycją intelektualną i poetycką elegików rzymskich oraz z neoplatonizmem.

## Petrarkizm
Sposób przedstawienia Laury oraz sposób mówienia o miłości przeszły do kanonu poezji europejskiej. Canzoniere było dziełem niezwykle popularnym, Petrarka zaś znalazł wielu naśladowców. W ten sposób zrodził się petrarkizm – moda na pisanie miłosnych sonetów.
Petrarkizm w Polsce nie był tak popularny, jednak na dziele Petrarki wzorowało się wielu późniejszych poetów m.in., Jan Andrzej Morsztyn, Adam Asnyk czy Antoni Słonimski.